# Onesnaženje prsti
Onesnaženje prsti ali kontaminacija je degradacija tal povzročena s ksenobiotskimi kemikalijami ali drugimi posegi v naravno stanje prsti. Največkrat je vzrok industrijska dejavnost, kmetijske kemikalije ali nepravilno odlaganje odpadkov. Pri največ primerih gre za kemikalije kot so naftni ogljikovodiki, aromatski ogljikovodiki (naftalin), različne raztopine, pesticidi, svinec ali ostale težke kovine. Sama kontaminacija je močno korelirana s stopnjo industrializacije ter uporabo kemikalij na nekem območju.
Glavna skrb, ki se pojavlja zaradi onesnaženosti prsti je prvotno zdravstveno tveganje povezano z direktnim kontaktom z onesnaženo prstjo ali izhlapevanjem škodljivih kemikalij, poleg tega pa se poraja tudi vprašanje kontaminacije podzemeljskih vodnih virov, če so le ti v območju kontaminacije.
V severni Ameriki in zahodni Evropi je razsežnost področij onesnažene prsti ljudem dobro poznana, saj ima večina držav v tem okolju trenutno možnost pravnega nadzora in identificiranja teh okoljskih problemov. Države v razvoju kažejo trenutno manjši nadzor, čeprav v večini le teh poteka velik obseg industrializacije.

## Glavni vzroki za onesnaženje prsti
- Pridobivanje naftnih derivatov
- Izkopavanje rude in ostala težka industrija
- Razlitja kemikalij
- Kisel dež
- Intenzivno kmetijstvo
- Industrijske nesreče
- Odlaganje odpadkov

Največjo škodo povzroča odlaganje kemikalij. Gre za gnojila, pesticide, odpadne odplake, živalske in človeške odplake, odplake iz gospodinjstev in iz vseh vrst tovarn ter za pepel, ki se na Zemljo spušča iz atmosfere. Na onesnaženost vplivajo tudi avtomobilske emisije in odlaganje odpadkov kovinske industrije, odlaganje radioaktivnih odpadkov, uporaba insekticidov... Najbolj škodljive kovine oz. elementi so živo srebro, svinec, kadmij, nikelj in baker. Najbolj ogrožena območja so v bližini rudnikov, tovarn, farm, obdelovalnih površin, območja blizu avtocest, gostega prometa ter območja gosto naseljenih mest, kjer je onesnaženost zelo visoka. Onesnaženost tal močno ogroža naravno vegetacijo. V rastlinah se lahko pojavi visok delež toksičnih substanc, ki po prehrambenem ciklu lahko pridejo tudi do človeka.
V širšem pomenu, so lahko razlog za onesnaženje oziroma kontaminacijo prsti tudi genetsko spremenjeni organizmi, saj le te lahko potencialno vplivajo na biološke procese v prsti.

## Pesticidi in herbicidi
Pesticid je substanca ali mešanica substanc, namenjena ubijanju škodljivcev. Med škodljivce uvrščamo insekte, rastlinske patogene, plevel, ptice, sesalce, ribe in mikrobe, ki s človekom tekmujejo za hrano, uničujejo lastnino in širijo bolezni. Čeprav je uporaba pesticidov lahko koristna, pa obstaja tudi slaba stran uporabe, kot na primer potencialna nevarnost zastrupitve človeka in ostalih organizmov.
Herbicidi se uporabljajo za ubijanje plevela, posebno na pločnikih in železniških tirih. Podobni so avksinom in so v večini razgradljivi s strani zemeljskih oziroma talnih bakterij. Ena skupina herbicidov vsebuje nečisti dioksin, ki je zelo strupen in povzroča smrt tudi v majhnih koncentracijah. Poznamo še en strupen herbicid, ki se imenuje parakvat. Je zelo strupen, vendar se hitro razgradi v zemlji.
Insekticidi se uporabljajo za odpravljanje škodljivcev v poljedelstvu. Škoda s strani insektov ne vpliva le na trenuten pridelek, vendar tudi na pridelek ki je trenutno v fazi shranjevanja. Obstaja približen podatek, da je ena tretjina celotnega pridelka izgbuljena oziroma uničena v obdobju shranjevanja.

## Vplivi vojn
Odlaganje streliva in pomanjkanje skrbnosti pri produkciji streliva zaradi nujnosti proizvodnje, lahko onesnažuje prst za dolgo časovno obdobje. Javno objavljenih dokazov o tovrstnem onesnaževanju je zelo malo. Pomanjkanje tovrstnih dokazov je posledica prepovedi s strani vlad različnih držav, vključenih v vojne. Danes poznamo dejstvo, da so bojni plini, shranjeni med drugo svetovno vojno onesnaževali določena območja več kot petdeset let. Preizkušanje antraksa, kot potencialno biološko orožje pa je onesnažilo celoten otok Gruinard.